# 图卢兹第三大学
图卢兹第三大学（法語：Université Toulouse-III-Paul-Sabatier），是法国图卢兹的三所所公立综合性大学之一，建立于1969年。学校在世界报的法国最容易就业的大学中排名第一。

## 历史
图卢兹大学最早成立于1229年，是法国历史第二悠久的大学。1793年，法国大革命关闭了所有的大学，图卢兹大学也随之关闭。1968年的教育改革将图卢兹大学分为了三所大学：一大、二大和三大。只有图卢兹一大留在了大学在市中心的历史校区。2007年3月，再一同組成土魯斯大學聯盟。

## 院系设置
- 工程学院
- 医学院
- 药学院
- 空腔整形医学院
- 体育学院
- 图卢兹大学技术学院
- 塔布大学技术学院
- 南比利牛斯天文台